# Renaud Wauthier
Renaud (dit René) Wauthier, né le 5 mars 1898 à Revin (Ardennes) et mort le 23 février 1981 à Vence (Alpes-Maritimes), était un aviateur français.

## Distinctions
- Officier de la Légion d’honneur
- Croix de guerre 1914-1918 avec 4 citations
- Médaille de l'Aéronautique